# Kleine Schlauchpflanze

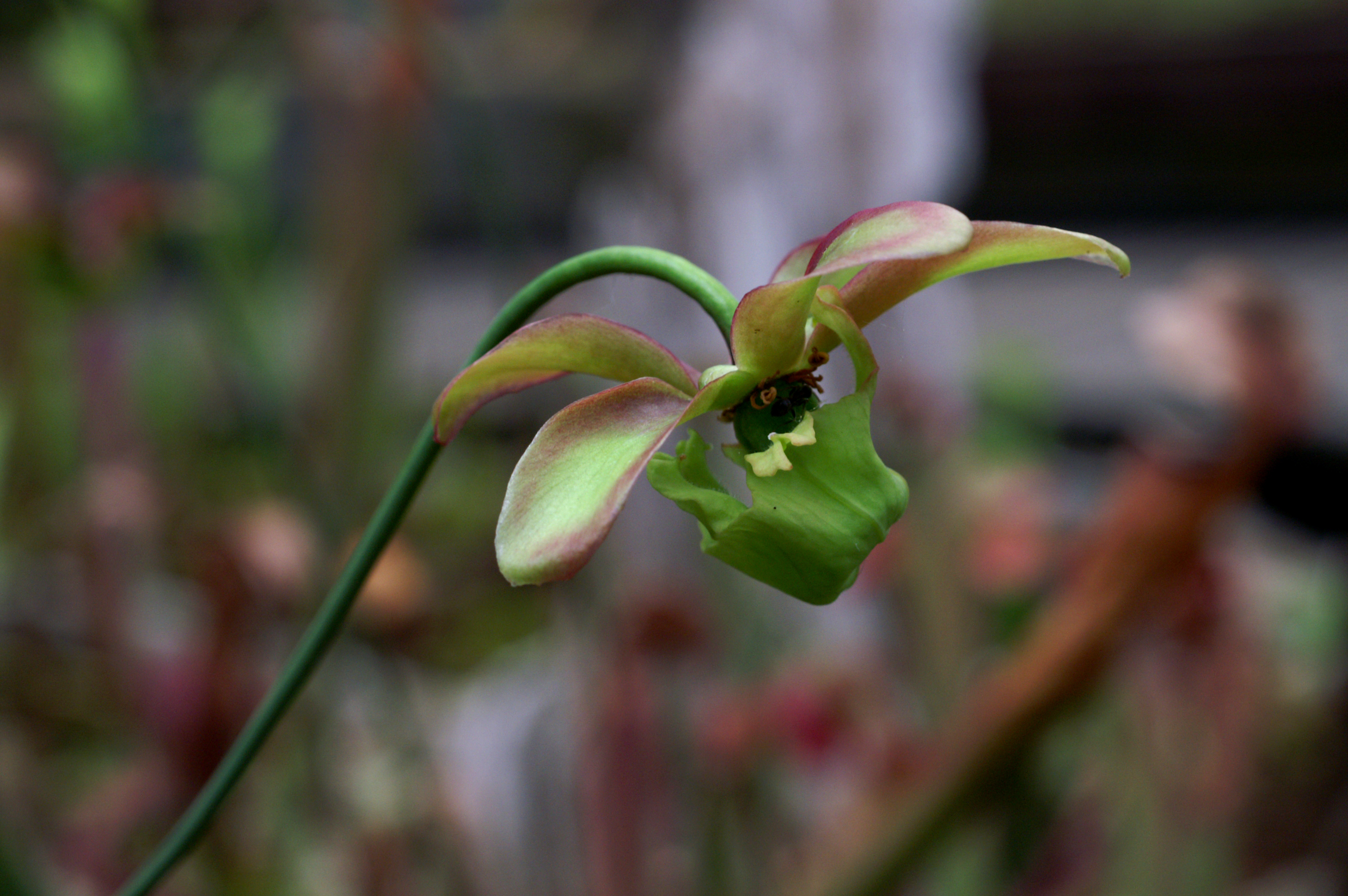
Blüte der Kleinen Schlauchpflanze (Botanischer Garten Berlin)

Die Kleine Schlauchpflanze (Sarracenia minor) ist eine in Nordamerika heimische Pflanzenart aus der Gattung der Schlauchpflanzen (Sarracenia) in der Familie der Schlauchpflanzengewächse (Sarraceniaceae).

## Beschreibung
Die Kleine Schlauchpflanze ist eine typische, aufrecht wachsende Schlauchpflanze mit einem horizontal verlaufenden Rhizom.
Wie der botanische Name schon andeutet („minor“ bedeutet „klein“), ist die Pflanze klein im Verhältnis zu anderen Sarracenia-Arten. Die Schläuche werden 25 bis 35 cm lang (vereinzelt 50 cm).
Die Blätter besitzen ein raffiniertes Mittel, um ihre Opfer anzulocken und zu täuschen: Den für diese Art sehr charakteristischen Deckel mit lichtdurchlässigen „Fenstern“ an der Rückseite der Schlauchmündung. Die Schlauchmündung wird durch den Deckel vollständig überdacht, Deckel und oberer Schlauchteil färben sich bei intensiver Sonnenbestrahlung bronzerot.
Die Kleine Schlauchpflanze scheint besonders Ameisen, aber auch Fliegen und Wespen anzuziehen. Diese werden oft in großen Zahlen durch Nektarspuren entlang der Flügelleiste zum Fallenrand hochgelockt.
Die hellgelben / schwefelgelben Blüten erscheinen von März bis Mai.

## Verbreitung
Zu finden ist die Pflanze in den Küstengebieten von der Mitte Floridas über Georgia bis zum südlichen Teil von North Carolina. Die besonders hochwachsende, schlankere Form (Sarracenia minor „Okefenokee Giant“) ist in den Okefenokee-Sümpfen (Süd-Georgia) zu finden. Sarracenia minor wächst in Feuchtgebieten und – im Vergleich zu anderen Sarracenia-Arten – auch in eher trockeneren Gebieten (besonders in Florida). Der Standort ist manchmal auch schattiger, wobei die Pflanzen aus schattigeren Feuchtgebieten größer werden als ihre „sonnigen Trockengenossen“.

## Systematik
Neben der Nominatform Sarracenia minor var. minor ist auch die Varietät Sarracenia minor var. okefenokeensis Schnell beschrieben worden. Sie hat erheblich größere Schläuche, 60 bis 90 cm (vereinzelt bis 120 cm), Blühzeitpunkt rund zwei Wochen später als die Nominatform, bevorzugt sehr nasse Habitate, Vorkommen ausschließlich im Okefenokee-Sumpf in Georgia.

## Botanische Geschichte
Erste Zeichnungen der Pflanze wurden schon 1576 durch Matthias de L’Obel angefertigt, beschrieben wurde sie 1788 durch Thomas Walter.